# Proceedings of the Rhodesia Scientific Association
Proceedings of the Rhodesia Scientific Association (abreviado Proc. Rhodesia Sci. Assoc.) fue una revista científica con ilustraciones y descripciones botánicas que fue publicada en Bulawayo desde 1900 hasta 1932. Fue reemplazada por Proceedings and Transactions of the Rhodesia Scientific Association.